# Malcolm Erskine, 17. Earl of Buchan
Malcolm Harry Erskine, 17. Earl of Buchan (* 4. Juli 1930; † 11. September 2022) war ein britischer Peer und Politiker.

## Leben
Er war der zweite Sohn von Donald Erskine, 16. Earl of Buchan, aus dessen Ehe mit Christina Baxendale. Sein älterer Bruder starb bereits 1933 im Alter von fünf Jahren. Als Heir apparent seines Vaters führte er von 1960 bis 1984 den Höflichkeitstitel Lord Cardross.
Er besuchte das Eton College. 1972 war er Friedensrichter in Westminster. Er war Liveryman der Londoner Grocers’ Company.
Beim Tod seines Vaters erbte er 1984 dessen Adelstitel als 17. Earl of Buchan, 17. Lord Auchterhouse, 12. Lord Cardross und 8. Baron Erskine. Bis zum Inkrafttreten der Oberhausreform am 11. November 1999 war er aufgrund der Titel Mitglied des House of Lords. Er bewohnte das Anwesen Newnham House in Hampshire.

## Ehe und Nachkommen
1957 heiratete er Hilary Diana Cecil Power (1930–2022), Tochter des Sir Ivan Power, 2. Baronet. Das Ehepaar hatte zwei Söhne und zwei Töchter:
- Henry Thomas Alexander Erskine, 18. Earl of Buchan (* 1960) ⚭ 1987 Charlotte Catherine Lucinda Beaumont, Enkelin des Wentworth Beaumont, 2. Viscount Allendale;
- Lady Seraphina Mary Erskine (* 1961) ⚭ 1990 Stephen K. Berry;
- Hon. Montagu John Erskine (* 1966) ⚭ 1997 Rachel Elizabeth Pryor;
- Lady Arabella Fleur Erskine (* 1969), ⚭ 1992 (1) Francis Robin Charles Salvesen, ⚭ (2) 1996 Mark A. Biddle.